# Gmina Garfield (hrabstwo Hancock)

Położenie Gminy Garfield w hrabstwie Hancock

Gmina Garfield (ang. Garfield Township) – gmina w USA, w stanie Iowa, w hrabstwie Hancock. Według danych z 2000 roku gmina miała 421 mieszkańców, a jej powierzchnia wynosi 91,8 km².